# 宽刺鹤虱
宽刺鹤虱（学名：Lappula platycantha）为紫草科鹤虱属的植物，是中国的特有植物。分布在中国大陆的甘肃等地，生长于海拔1,350米至1,400米的地区，多生于黄土高原地带的田间及地旁，目前尚未由人工引种栽培。